# 테드 릴리
시어도어 루스벨트 "테드" 릴리 3세(Theodore Roosevelt "Ted" Lilly III, 1976년 1월 4일 ~ )는 미국 메이저 리그 베이스볼 시카고 컵스의 좌투좌타 선발 투수이다. 캘리포니아 오크허스트에 있는 요세미티 고등학교와 프레스노 지역대학을 졸업했다.

## 프로 경력

### 초기
릴리는 1999년 몬트리얼 엑스포스에서 메이저 리그에 데뷔했다. 1999년, 그는 달랑 9게임만을 던진 뒤 이라부 히데키 트레이드의 하나로써 뉴욕 양키스로 갔다. 릴리는 양키스에서 2년을 더 던진 뒤에, 제프 위버가 뉴욕으로, 제레미 본더맨이 디트로이트 타이거스로 가는 삼각 트레이드에서 오클랜드 애슬레틱스로 트레이드되었다. 릴리는 오클랜드에서 선발진에 있었으며, 2002년과 2003년 아메리칸리그 디비전 시리즈에 출전했다.

### 2004 시즌
릴리는 바비 킬티와 맞바꿔지며 토론토 블루제이스로 갔다. 그는 2004년 블루 제이스의 유일한 올스타가 되었다. 그는 2004년 8월 23일 보스턴 레드 삭스를 상대로 13탈삼진 3피안타 3-0 완봉승을 거두며 생애 최고의 투구를 했다.

### 2006 시즌
릴리는 2006년 자신의 기존 최다승이었던 12승을 경신하며 15승 13패, 평균 자책점 4.31과 160개의 탈삼진을 기록했다. 그는 그 해 선발 등판횟수(32)에서도 커리어 하이를 기록했으며, 탈삼진과 이닝은 커리어 하이와 거의 맞먹는 수준의 기록을 올렸다. 이 시즌, 그는 탈삼진에서 블루 제이스 선발진 중 최고였으며, 승수에서도 로이 할라데이에 이은 2위였다.(할라데이는 9월 말 팔꿈치 부상이 재발하기 전까지 16승 5패를 올렸다.)
2006년 8월 21일 오클랜드 애슬레틱스와의 경기에서, 그는 3회 8-0으로 리드하고 있던 게임을 8-5, 주자 1,3루 상황까지 쫓겼고, 감독 존 기븐스가 그를 강판시키려 하자 릴리는 공을 내놓기기를 거부했다. 결국, 그는 어쩔 수 없이 마운드를 떠났고 나중에 기븐스와 락커룸에서 다투었다. 기븐스는 주먹다짐까지는 오간적 없다고 주장했다.
릴리는 2006시즌 후 FA를 선언했다. 당시 시장에 나온 투수층이 옅었던 관계로 그는 배리 지토, 제이슨 슈미트, 제프 수판과 함께 주목받는 투수들 중 한 명이 되었다. 2006년 12월 6일 아침, 그는 블루제이스의 4년 4천만 달러 계약 제안을 거절하며 블루 제이스에 돌아가지 않을 것을 알렸다. 그 날, 릴리는 공식적으로 블루 제이스와의 연을 끝내며 토론토의 제안과 똑같았던 4년 4천만 달러 계약을 시카고 컵스와 했다.

### 2007 시즌
그는 컵스에서의 첫 번째 선발 등판에서 5회까지 무안타, 7이닝 1실점으로 신시내티 레즈의 타선을 꽁꽁 묶었다. 그리곤 릴리는 2007년 4월 9일 컵스의 홈 개막전에 선발 등판했다. 릴리는 그 경기에서 6이닝 3실점, 노 디시전을 기록했다. 릴리는 4월 한달간 5번의 선발등판에서 매 경기 최소 6이닝 이상을 던지고, 3실점 이상 주지 않으며 2.18의 평균자책점을 기록했다
릴리는 애틀랜타 브레이브스와 컵스와의 시리즈에서 돋보였다. 시리즈의 첫 번째 게임에서, 알폰소 소리아노는 그의 첫 번째 세 타석에서 3개의 홈런을 쳐내며 컵스의 9-1 승리를 이끌었다. 다음 경기에서 팀 허드슨은 그의 맨 첫 번째 투구에서 소리아노를 맞추며(의도는 밝혀지지 않음) 양팀은 주심 Tim Tschida의 주의를 받았다. 시리즈의 마지막 게임에서, 릴리는 에드가 렌테리아를 1회에 맞추고 심판 짐 울프에 의해 즉각 퇴장당했다.

### 2009 월드 베이스볼 클래식
릴리는 2009년 미국 대표팀의 일원으로서 두 게임에 선발등판했다.
첫 번째 경기에서 그는 베네수엘라를 상대하지만 감독 데이비 존슨이 선발 제레미 거스리와 최대한 많은 불펜투수들이 던짐을 원했기 때문에 36구만을 던지고 미국이 1-0으로 뒤진 상태에서 강판되었다. 그의 두 번째 선발 등판은 데이비드 라이트의 9회말 2타점 안타로 USA가 이긴 푸에르토리코전이었다. 그는 그 경기에서 3과 1/3이닝동안 2안타만을 내주지만 그 2안타는 모두 홈런이었다.